# シアテ・トコラヒ
シアテ・トコラヒ（Siate Tokolahi、1992年3月16日 - ）は、トップ14セクシオン・パロワーズに所属するラグビー選手。

## プロフィール
- トンガ・ヌクアロファ出身[1]。
- ポジションはプロップ(PR)。
- 身長 184cm、体重 116kg
- トンガ代表キャップ数は4(2025年1月現在）でラグビーワールドカップ2023のトンガ代表に選ばれた[2]。

## 略歴
カンダベリー、チーフス、ハイランダーズ、サウスランドを経て、2021年、ポーに加入。